# Prosdocimus de Beldemandis
Prosdocimus de Beldemandis (* 1380; † 1428) war ein italienischer Astronom, Mathematiker und Musiktheoretiker des Quattrocento. Er lebte und wirkte in der norditalienischen Stadt Padua. Er ist in musikhistorischer Sicht ein Theoretiker, der die italienische Notation des Trecento gegen die französische Notation der Ars Nova abgrenzt.

## Leben
Sein Studium hat er nach eigener Aussage an der Artistenfakultät in Bologna begonnen. Er studierte von 1400 bis 1402 die artes liberales an der Universität von Padua. 1409 wurde er zum Magister artium ernannt, drei Jahre später zum Magister medicinae. 1422 wurde er Professor der Astronomie.

## Werk
Prosdocimus gilt als einer der letzten Musiktheoretiker, die in der Tradition des Quadriviums (siehe auch Boethius) standen. Er beschäftigte sich mit Astronomie, Arithmetik und Musiktheorie. Sein Traktat Brevis summula proportionum quantum ad musicam pertinet befasst sich mit mathematischen Zahlenverhältnissen, ohne direkten Bezug zur Musik. In „Parvus tractatulus de modo monacordum dividendi“ beschreibt er – ebenfalls mit mathematischen Zahlenverhältnissen – die musikalische Skalenbildung. Dies verdeutlicht er anhand des Monochords und steht damit in pythagoräischer Tradition.
Expositiones tractatus pratice cantus mensurabilis Johannis de Muris und Tractatus pratice cantus mensurabilis beweisen, dass Prosdocimus sehr wohl mit der französischen Mensuralnotation vertraut war. Sein Tractatus pratice cantus mensurabilis ad modum Ytalicorum beabsichtigt, der Verdrängung der italienischen Notation durch die französische Einhalt zu gebieten. So werden die sechs Divisiones der italienischen Notation anhand der französischen vier Mensuren (Modus perfectum, prolatio minor; Modus perfectum, Prolatio maior; Modus imperfectum, Prolatio minor und Modus imperfectum, Prolatio maior) beschrieben. Als spezielles Merkmal der italienischen Notation führt er das Fehlen der Prolationes an; durch die sechs Divisiones der Brevis seien diese überflüssig, da auf diese Weise auch eine feinere Unterteilung der Breven möglich sei. Generell sind in der italienischen Notation des Trecento neun verschiedene Teilungen der Brevis in drei Ebenen möglich. 1. Ebene: Binaria, Ternaria. 2. Ebene: Quaternaria, Senaria imperfecta, Senaria perfecta, Novenaria 3. Ebene: (nur binäre Teilungen) Octonaria, 2× Duodenaria.
Er äußert sich in seiner Schrift Tractatus musice speculative kritisch und polemisch gegenüber der Lehre des Marchetus de Padua. Jedoch lehnt er keineswegs die gesamte Theorie von Marchetus ab: in Tractatus plane musice bestätigt er dessen Moduslehre. Tractatus pratice cantus mensurabilis ad modum Ytalicorum nimmt ebenfalls auf Marchetus' Pomerium in arte musicae mensuratae Bezug. Contrapunctus enthält sechs Regeln über Konsonanzen und deren Fortschreitungen.

## Musiktheoretische Schriften
- Expositiones tractatus pratice cantus mensurabilis Johannis de Muris (1404)
- Tractatus pratice cantus mensurabilis (1408)
- Brevis summula proportionum quantum ad musicam pertinet (1409)
- Contrapunctus (1412)
- Tractatus pratice cantus mensurabilis ad modum Ytalicorum (1412)
- Tractatus plane musice (1412)
- Parvus tractatulus de modo monacordum dividendi (1413)
- Tractatus musice speculative (1425)